# Бахшиян, Цолак Аршавирович
Цола́к Аршави́рович Бахшия́н (22.12.1909 (04.01.1910) — 20.03.2003) — советский инженер-механик, конструктор в области энергетики. Лауреат Ленинской премии 1963 года. Кандидат технических наук (1962). Автор 42 изобретений.

## Биография
Родился в поселке Калага (Азербайджан) в армянской крестьянской семье.
Работал в Баку столяром, потом уехал в Москву. Окончил Московский механико-машиностроительный институт им. Баумана (1937).
Трудовая деятельность:
- 1937—1939 инженер-конструктор Коломенского машиностроительного завода им. Куйбышева,
- 1939—1941 старший инженер института «Нефтемаш»,
- 1941—1944 начальник технического отдела Ишимбаевского машиностроительного завода,
- 1944—1994 в проектном институте ГНИИ Нефтемаш: старший инженер, главный конструктор проекта, начальник сектора, с 1961 заведующий отделом исследования и конструирования трубчатых печей.

С 1994 года на пенсии.
Жена — Фактор Любовь Григорьевна 1908—1980, сыновья: Давид р. 1940, Серго р. 1941, Борис 1944—2011, 6 внуков, 9 правнуков

## Награды
- орден «Знак Почёта» (1944) — за разработку устройства, позволившего обеспечить стабильный полет и более высокую точность попадания реактивных снарядов установки «Катюша»,
- медаль «За доблестный труд» (1945).
- Ленинская премия 1963 года — за руководство разработкой и внедрением трубчатых печей беспламенного горения с излучающимися стенами из панельных горелок.
- Заслуженный изобретатель РСФСР[1](1978.).